# SOR TN 12
SOR TN 12 – typ czeskiego częściowo niskopodłogowego trolejbusu, wyprodukowanego w 2008 r. w dwóch prototypach przez przedsiębiorstwo SOR Libchavy. TN 12 jest pierwszym trolejbusem zakładów SOR, które po Škodzie i przewoźniku z Ostrawy (trolejbusy Solaris Trollino) stały się trzecim producentem trolejbusów w Czechach.

## Konstrukcja
Karoseria trolejbusu TN 12 pochodzi od autobusu miejskiego SOR BN 12 lub jego wariantu napędzanego gazem ziemnym, który jest oznaczony jako BNG 12. Karoseria jest konstrukcją panelową wykonaną ze spawanych profili stalowych. Karoseria może zostać wyposażona w troje lub czworo drzwi, w drugich (lub trzecich) drzwiach znajduje się rozkładana rampa dla wózków. Przednia część trolejbusu jest niskopodłogowa z podłogą na wysokości 340 mm (w drzwiach obniżona do poziomu 320 mm), tylna część nad drugą osią (od drugich lub trzecich drzwi) ma podłogę na wysokości 800 m i jest dostępna za pośrednictwem schodów z wnętrza pojazdu lub tylnych drzwi z zewnątrz. Oś przednia jest trapezowa z niezależnie zawieszonymi kołami SOR, tylna oś jest sztywna z podwójnymi kołami DANA.
Wyposażenie elektryczne różni się w zależności od trolejbusu. Egzemplarz oznaczony jako TN 12 A wyposażono w falownik z tranzystorami IGBT produkcji firmy Pintr EP, silnik asynchroniczny o mocy 120 kW firmy SKD Trade. Oprócz regulacji mocy silnika trakcyjnego, napęd steruje również procesem zmiany biegów, silnik można również stosować w wyższym zakresie momentu obrotowego, co pozwala na zachowanie takich samych właściwości dynamicznych trolejbusu przy niższej mocy silnika. Pierwszy bieg służy przede wszystkim do rozruchu, a drugi bieg włącza się automatycznie przy prędkości około 30 km/h. Większość elementów wyposażenia elektrycznego jest wbudowana w komorę silnika z tyłu pojazdu, z wyjątkiem rezystora hamowania, który znajduje się w skrzynce na dachu niskopodłogowej sekcji trolejbusu.
Model TN 12 C (drugi prototyp) jest wyposażone w układ TV Europulse firmy Cegelec i silnik asynchroniczny o mocy 175 kW firmy Pragoimex. Znajduje się on w komorze silnikowej z tyłu pojazdu, inne części wyposażenia elektrycznego (np. falowniki) znajdują się w bocznej skrzynce i w zadaszonym obszarze na dachu trolejbusu.

## Prototypy

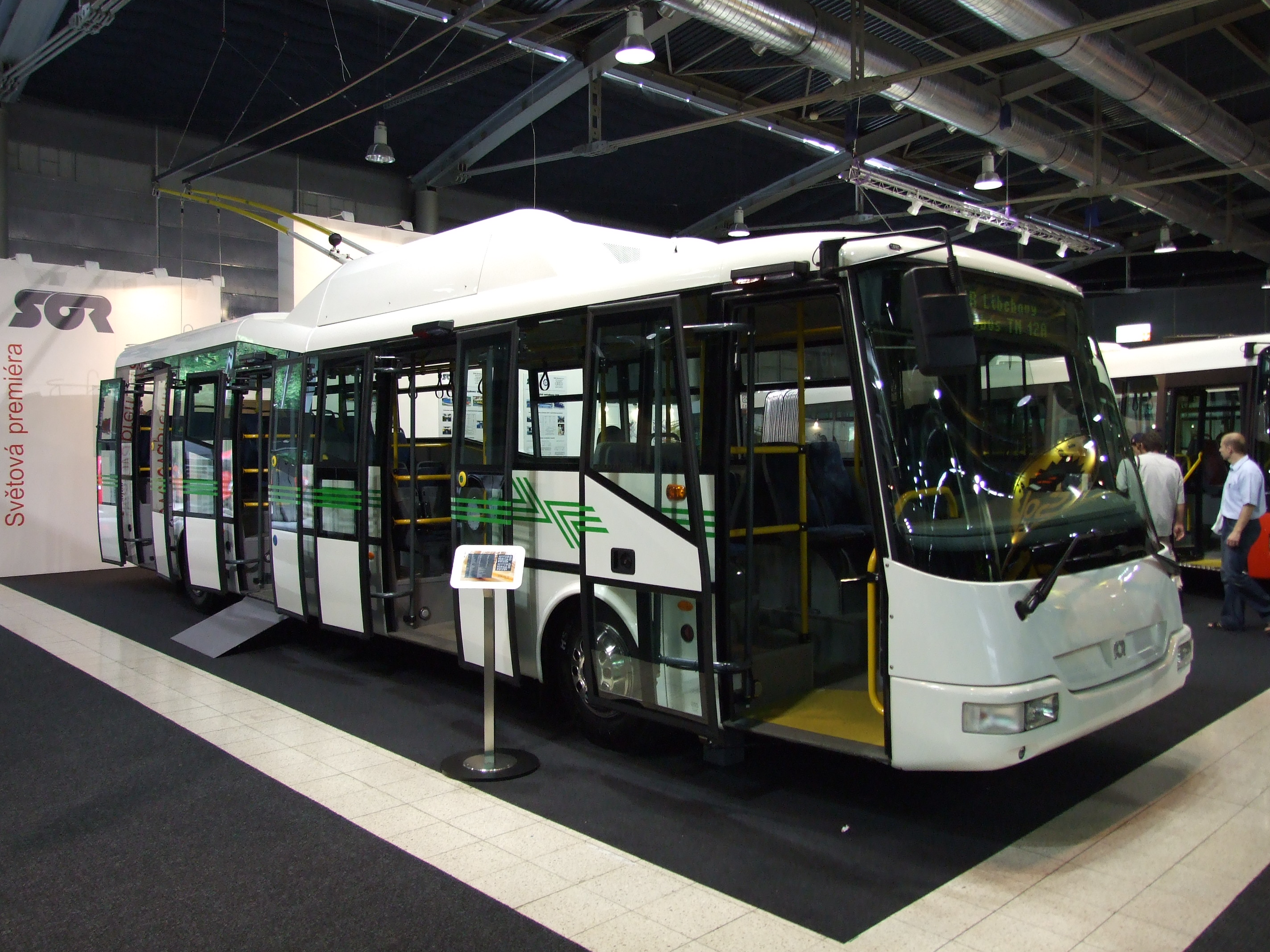
Prototyp trolejbusu SOR TN 12 A na targach Autotec 2008

Firma SOR Libchavy opracowała swój pierwszy trolejbus z myślą o rynku wschodnioeuropejskim i bałkańskim. Nowy trolejbus miał oferować, oprócz standardów powszechnych w Europie Zachodniej i Środkowej (konstrukcja niskopodłogowa, dobra jakość, ochrona antykorozyjna, długa żywotność itp.), niską cenę zakupu i niższe koszty utrzymania. Przy projektowaniu i produkcji pierwszego prototypu oprócz SOR-u (część mechaniczna) brały udział także inne czeskie firmy: Czetro (napęd), SKD Trade (silnik), Pintr ED (falownik) i Dopravní podnik Ostrava (montaż końcowy i testy).

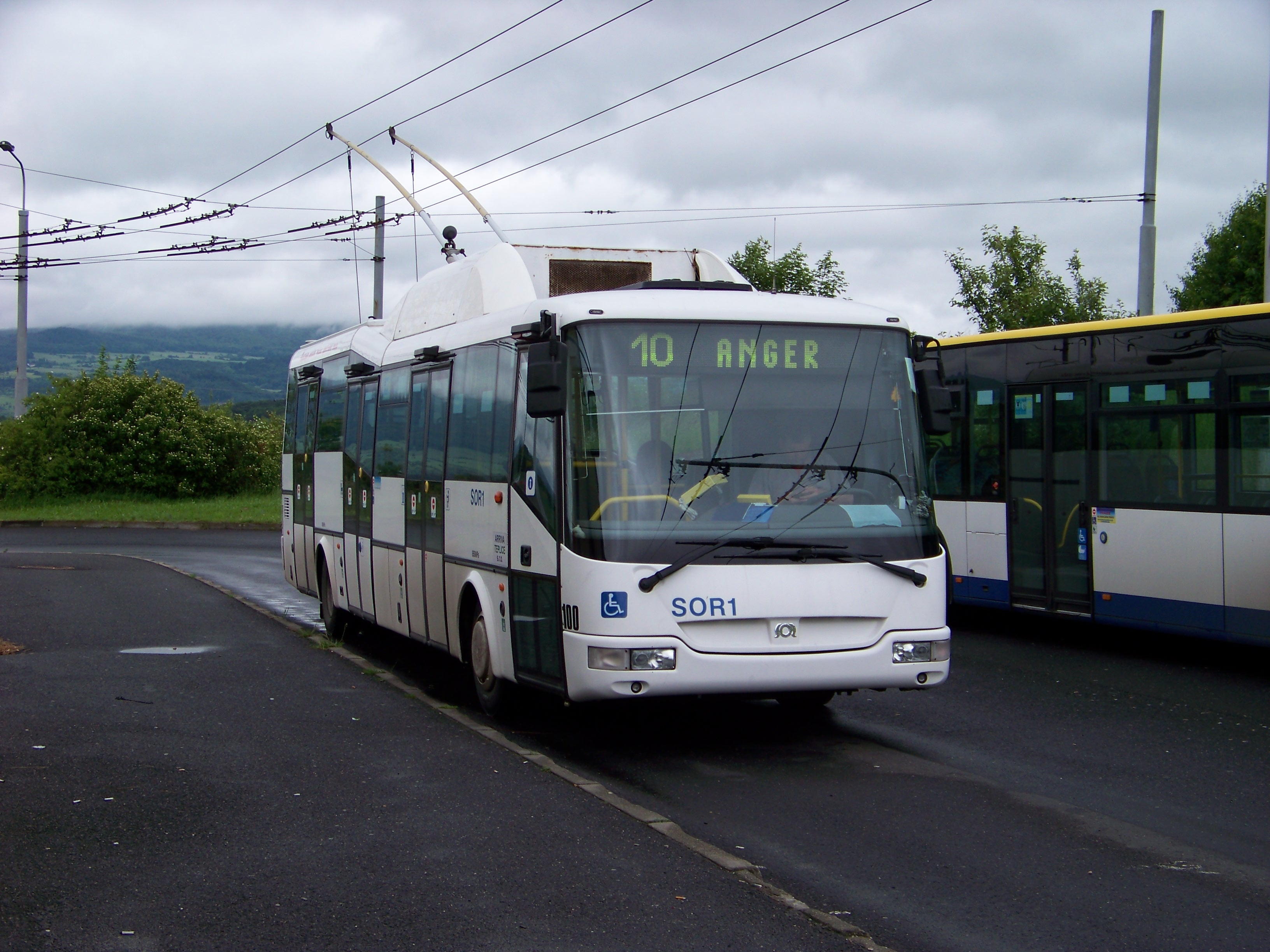
Trolejbus TN 12 A w Cieplicach

Czterodrzwiowa karoseria pierwszego prototypu TN 12 A wyprodukowano w zakładach SOR-u w Libchavach w 2006 r., kiedy to negocjowano umowę na dostawę trolejbusów dla Kiszyniowie, ale umowa ta nie została zawarta. Po opracowaniu nowego wyposażenia elektrycznego w 2008 r. trolejbus miał zostać zmontowany przez Dopravní podnik města Pardubic, ale pierwszeństwo dostał ostrawski przewoźnik, który miał już doświadczenie w montowaniu trolejbusów Solaris Trollino we własnej zajezdni trolejbusowej. Nadwozie przetransportowano 28 kwietnia 2008 r. do Ostrawy. Jeszcze nieukończony trolejbus na początku czerwca wspomnianego roku wystawiono na targach Autotec w Brnie, po powrocie do Ostrawy skompletowano jego wyposażenie i po różnych testach wyruszył 9 sierpnia 2008 r. na pierwszą jazdę próbną poza terenem zajezdni. Od 15 września przeprowadzono testy trolejbusu bez pasażerów, a na początku listopada 2008 r. rozpoczęto jazdy próbne bez pasażerów po ostrawskim systemie trolejbusowym. 2 marca 2009 r. (lub 3 lutego) został wpisany na stan Dopravnego podniku Ostrava (DPO) i otrzymał numer 9999. Trolejbus pozostał jednak własnością zakładów, które współpracowały przy jego budowie. Jazdy próbne z pasażerami rozpoczęto 16 marca 2009 r., z powodu nietypowego osprzętu elektrycznego musiał przejechać 20 000 kilometrów w procesie homologacji. Jazdy testowe w Ostrawie ukończono w dniu 18 grudnia 2009 r. Trolejbus pozostał w zajezdni przez kilka miesięcy, a 6 kwietnia 2010 r. został przewieziony do Libchav. Niedługo potem został przetransportowany do Pardubic, gdzie miał być testowany na tamtejszej sieci trolejbusowej. Do tego jednak nie doszło, a trolejbus powrócił do SOR-u. Tam został odstawiony do 2010. Na początku 2011 r. został wynajęty firmie Veolia Transport Teplice/Arriva Teplice/Arriva City, która nadała mu numer 100 i eksploatowała na sieci trolejbusowej w Cieplicach. Na wniosek producenta i właściciela został odstawiony w czerwcu 2018 r., a od roku 2019 jest eksponatem muzeum w Loučni.

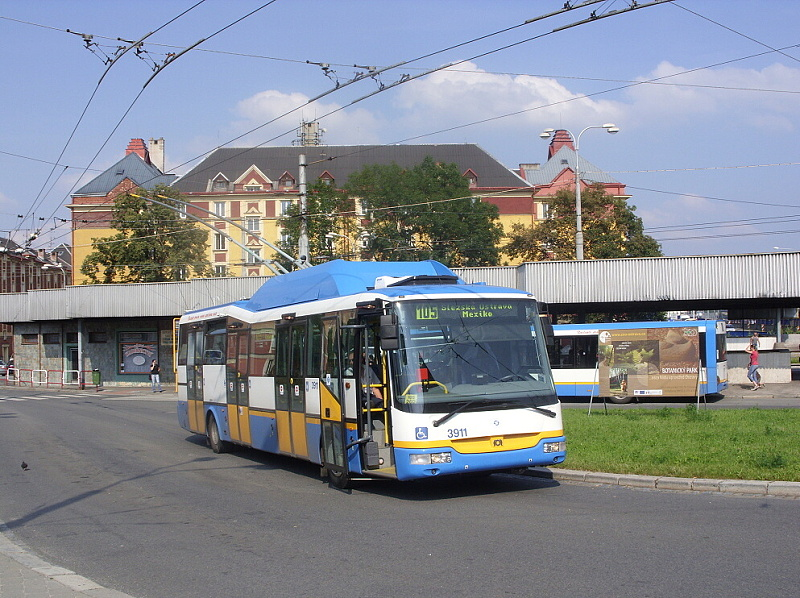
Ostrawski trolejbus SOR TN 12 C

Drugi trolejbus, typu TN 12 C, także jest czterodrzwiowy. Jego karoserię dostarczono do Ostrawy 22 września 2008 r., montaż został ukończony w zajezdni trolejbusowej w ciągu miesiąca (20 października). Od momentu produkcji miał malowanie ostrawskie i był własnością DPO. Testy bez pasażerów rozpoczęły się 13 stycznia 2009 r., na stan DPO został wpisany dnia 30 kwietnia 2009 r. (lub 1 maja). Testy z udziałem pasażerów rozpoczęły się 3 czerwca 2009 r. i zakończyły jesienią. Po udzieleniu homologacji trolejbus rozpoczął służbę liniową w Ostrawie. Aby zmniejszyć awaryjność tylną oś typu DANA zastąpiono nową produkcji Rába. Trolejbus kursował do grudnia 2017 r., kiedy to został odstawiony z powodu usterki wyposażenia elektrycznego. Według DPO naprawa była nieopłacalna, a pod koniec 2018 roku trolejbus został zezłomowany.

## Dostawy
| Państwo        | Miasto         | Typ            | Lata dostaw    | Liczba | Numery taborowe |        |
| -------------- | -------------- | -------------- | -------------- | ------ | --------------- | ------ |
| Czechy         | Ostrawa        | TN 12 C        | 2009           | 1      | 3911            | [ 13 ] |
| Czechy         | Cieplice       | TN 12 A        | 2011           | 1      | 100             | [ 6 ]  |
| Łączna liczba: | Łączna liczba: | Łączna liczba: | Łączna liczba: | 2      |                 |        |